# NMBS Type 10
De locomotief Type 10 Pacific was een stoomlocomotief van de Nationale Maatschappij der Belgische Spoorwegen in dienst vanaf 1910. Het laatste exemplaar, 10.018, staat in het museum Train World.
De type 10 werd ontworpen om te voldoen aan de vraag van snelheid en kracht op het spoorwegverkeer. Hij reed veel op Antwerpen centraal. De Type 10 brak een aantal records, zoals de krachtigste locomotief van europa dat hij in 1910 vestigde. In de jaren 1920 bereikt hij maximum (top)snelheid van 120 km/h en werd gebruikt voor zware expresstreinen. Na zijn records werd de Type 10 ook de 'koningin van luxemburg' genoemd.